# Castillo de Fraser
El castillo de Fraser es el castillo de planta en "Z" más elaborado de Escocia y uno de los más grandes «Castillos de Mar». Se encuentra en Kemnay en el condado de Aberdeenshire en Escocia. El castillo se levanta en un bosque abierto de 121,41 hectáreas con tierras de cultivo, que incluye un jardín y dos pistas forestales. Hay pruebas arqueológicas que demuestran la existencia de una torre cuadrada anterior al actual castillo.

## Construcción
Originalmente conocido como Muchall-in-Mar, la construcción de este castillo de planta en "Z" de cinco plantas fue comenzada en 1575 por el 6.º Laird de Fraser, Michael Fraser, en la base de una torre anterior de alrededor de 1400, y fue terminada en 1636. Hay un panel en la fachada norte del castillo firmado con "Yo Bel", se cree que es la marca del maestro albañil John Bell de Midmar, el castillo es una creación conjunta con otro maestro albañil de la época, Thomas Leiper y con James Leiper.
El castillo de Fraser es de la misma época que otros castillo cercanos como el castillo de Craigievar, el castillo de Crathes y el castillo de Muchalls. El castillo de Muchalls fue construido sobre una fortaleza del siglo XIII del Clan Fraser, y la reconstrucción del siglo XVII fue también llevada a cabo por el maestro albañil Leiper.

## Propiedad

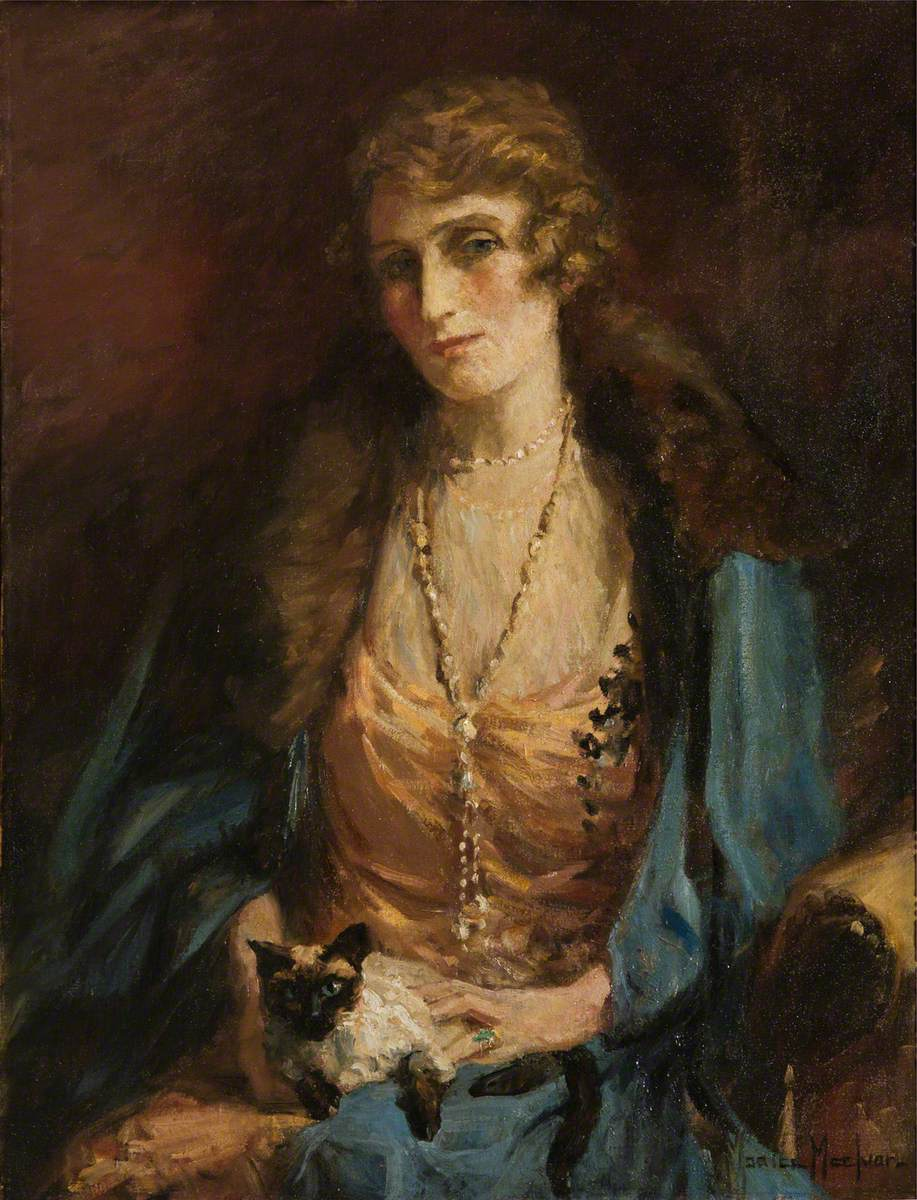
Pintura de Teodora Mackenzie Fraser

El castillo de Fraser fue construido como casa de la familia Fraser de Muschalls, quienes vivieron allí hasta 1921. El castillo fue vendido por Teodora Mackenzie Fraser debido a que no había herederos válidos que pudieran heredar. El comprador fue Weetman Pearson, primer Vizconde Cowdray. La familia Pearson restauró el castillo como campo de tiro y lo donó al National Trust for Scotland en 1976.

## Fantasmas
Cuenta la leyenda[cita requerida] que una joven princesa, mientras se alojaba en el castillo, fue brutalmente asesinada mientras dormía en la «sala verde». Su cuerpo fue arrastrado por las escaleras de piedra, dejando un rastro de manchas de sangre. Tan duro como frotaron, los ocupantes del castillo no pudieron quitar las manchas, por lo que se vieron obligados a cubrir los escalones con madera, tal y como están hoy en día. Se dice que todavía acecha los pasillos del castillo durante la noche. Es más probable, sin embargo, que las escaleras de piedra fuesen cubiertas para que fueran más fáciles de subir a medida que fueron utilizadas como escalera del servicio en el siglo XIX.
El antiguo propietario, Eric Wilkinson afirmó que había habido numerosas apariciones de fantasmas; también una antigua propietaria, Lavina Smiley, decía escuchar con frecuencia música de piano en el castillo vacío.

## Uso actual
El castillo Fraser ha sido usado recientemente como lugar de rodaje de la película premiada con un Globo de Oro, un Premios BAFTA y un Oscar, La Reina, protagonizada por Helen Mirren. Hoy en día el castillo es propiedad del National Trust for Scotland, y está abierto al público desde Pascua hasta octubre. También se puede alquilar para bodas.